# Adam Brenkus
Adam Brenkus (* 8. ledna 1999) je slovenský profesionální fotbalista, který hraje jako záložník za Duklu Banská Bystrica. Je bývalým mládežnickým reprezentantem Slovenska v kategoriích do 17, 19 a 21 let.
Je odchovancem Ružomberka, ze kterého byl v roce 2022 na hostování v Bardejově. V letech 2022–2024 hrál za ViOn Zlaté Moravce. Od roku 2024 hraje za Banskou Bystricu.